# Cléron
Cléron település Franciaországban, Doubs megyében. Lakosainak száma 292 fő (2022. január 1.). Cléron Scey-Maisières, Amondans, Fertans, Chassagne-Saint-Denis, Flagey és Cademène községekkel határos.

## Népesség
A település népességének változása:
| Lakosok száma | 188  | 266  | 294  | 314  | 319  | 329  | 309  | 299  | 296  | 292  |
|               | 1968 | 1990 | 1999 | 2011 | 2013 | 2016 | 2017 | 2019 | 2020 | 2022 |